# Nếu như yêu
Nếu như yêu (tiếng Trung: 如果·愛, tiếng Anh: Perhaps Love, Hán-Việt: Như quả ái) là một bộ phim điện ảnh nhạc kịch thuộc thể loại tình cảm - chính kịch của Hồng Kông công chiếu lần đầu năm 2005 do Trần Khả Tân làm đạo diễn và đồng sản xuất, với Farah Khan thực hiện phần biên đạo múa trong phim. Bộ phim có sự tham gia của các diễn viên gồm Kim Thành Vũ, Châu Tấn, Trương Học Hữu và Ji Jin-hee, với Tăng Chí Vĩ và Ngô Quân Như là hai ngôi sao khách mời.
Quá trình quay phim chính cho bộ phim được diễn ra hoàn toàn ở Bắc Kinh và Thượng Hải với kinh phí sản xuất là 10 triệu USD. Bộ phim có buổi công chiếu lần đầu tại Trung Quốc từ ngày 1 tháng 12 năm 2005, và tại Hồng Kông một tuần sau buổi công chiếu ở Trung Quốc. Ngoài ra, bộ phim còn được chọn là tác phẩm đại diện cho Hồng Kông đi tham gia tranh cử ở hạng mục Phim quốc tế hay nhất của giải Oscar lần thứ 79, và đồng thời còn là một trong bốn tác phẩm Hoa ngữ (cùng với Thất kiếm, Khúc cua quyết định và Trường hận ca) đi tranh giải Sư tư vàng tại Liên hoan phim Venezia lần thứ 62; mặc dù vậy, bộ phim không lọt được danh sách đề cử lần cuối cho cả hai hạng mục nói trên.
Nhìn chung, Nếu như yêu được các nhà phê bình điện ảnh đánh giá cao, nhất là diễn xuất của Châu Tấn, và đồng thời bộ phim còn được so sánh với bộ phim Moulin! Rouge của Mỹ. Bộ phim cũng giành được một số giải thưởng lớn cho dù gặp thất bại về doanh thu. Tại lễ trao giải thưởng điện ảnh Hồng Kông lần thứ 25, bộ phim đoạt 6 trên tổng số 11 hạng mục được đề cử, trong đó có hạng mục Nữ diễn viên chính xuất sắc nhất cho Châu Tấn. Bộ phim cũng giành được 4 trên tổng số 12 hạng mục được đề cử tại giải Kim Mã lần thứ 43.

## Nội dung
Chuyện phim xoay quanh cuộc đời của Tôn Na, một cô gái luôn có khát khao đổi đời để quên đi quá khứ nghèo khó của mình. Tôn Na vô tình gặp Lâm Kiến Đông - một chàng sinh viên điện ảnh cũng nghèo khó chẳng kém gì mình. Họ đã có những kỷ niệm đáng nhớ và một mối tình thật đẹp. Thế nhưng, tình yêu không thể níu chân Tôn Na, vì tham vọng, Tôn Na chấp nhận đánh đổi tất cả để có cơ hội đổi đời.
Mười năm sau, Tôn Na đã thực hiện được ước mơ trở thành ngôi sao điện ảnh nhờ sự giúp đỡ của đạo diễn Nhiếp Văn, cũng là người tình của cô. Gác lại ước mơ làm đạo diễn, Lâm Kiến Đông giờ đây cũng đã trở thành một diễn viên nổi tiếng ở Hồng Kông. Tuy nhiên, điều oái ăm là cả hai lại cùng được chọn đóng vai chính trong bộ phim nhạc kịch sắp thực hiện của chính đạo diễn Nhiếp Văn. Họ sẽ đối mặt với nhau thế nào đây?

## Diễn viên

### Diễn viên chính
- Kim Thành Vũ trong vai Lâm Kiến Đông
- Châu Tấn trong vai Tôn Na
- Trương Học Hữu trong vai Nhiếp Văn
- Ji Jin-hee trong vai Monty

### Diễn viên khách mời
- Tăng Chí Vĩ trong vai nhà sản xuất bộ phim
- Ngô Quân Như trong vai quản lý của Kiến Đông

## Sản xuất
Quá trình quay phim chính cho bộ phim được diễn ra hoàn toàn ở Bắc Kinh và Thượng Hải với kinh phí sản xuất là 10 triệu USD. Sau 40 năm, đây mới là bộ phim nhạc kịch đầu tiên được quay hoàn toàn ở Trung Quốc.

## Nhạc phim
Album nhạc phim cho Nếu như yêu được ra mắt cùng lúc với hai phiên bản: phiên bản đĩa đơn ở dạng kim cương tiêu chuẩn, và phiên bản giới hạn, gồm hai đĩa được đóng dấu dưới dạng sang trọng. Cả hai phiên bản của album đều được phát hành từ ngày 21 tháng 12 năm 2005.
Tất cả lời bài hát được viết bởi Diêu Khiêm, Oa Oa, Sầm Vĩ Tôn, Tế Tần, Dịch Gia Dương và Lâm Tịch; tất cả nhạc phẩm được soạn bởi Kim Bồi Đạt và Cao Thế Chương.
| STT              | Nhan đề                                            | Biểu diễn                     | Thời lượng |
| ---------------- | -------------------------------------------------- | ----------------------------- | ---------- |
| 1.               | "Prologue 序 (instrumental)"                       |                               | 03:03      |
| 2.               | "Life's Montage 人生蒙太奇"                        | Ji Jin-hee                    | 03:21      |
| 3.               | "Who Are You? 忘了我是誰"                          | Takeshi Kaneshiro,Châu Tấn    | 03:22      |
| 4.               | "Wai Mian De Shi Jie 外面的世界"                   | Tế Tần                        | 05:19      |
| 5.               | "A Beautiful Story 美麗故事"                       | Ji Jin-hee, Takeshi Kaneshiro | 03:14      |
| 6.               | "You Do Love Me 妳是愛我的"                        | Jacky Cheung                  | 03:16      |
| 7.               | "The World Out There 外面"                         | Châu Tấn                      | 01:42      |
| 8.               | "Men Are Born Jealous 男人本該妒忌"                | Jacky Cheung                  | 02:49      |
| 9.               | "Crossroad 十字街頭"                               | Takeshi Kaneshiro, Châu Tấn   | 04:16      |
| 10.              | "Hui Yi Zhi Lu 回憶之旅 (instrumental)"            |                               | 03:29      |
| 11.              | "What If 假如"                                     | Takeshi Kaneshiro             | 02:02      |
| 12.              | "Fate 命運曲"                                      | Jacky Cheung, Ji Jin-hee      | 06:24      |
| 13.              | "Perhaps Love 如果．愛"                            | Jacky Cheung                  | 03:51      |
| 14.              | "A Beautiful Story 美麗故事 (instrumental)"        |                               | 03:45      |
| 15.              | "The World Out There (Radio Mix) 外面 (Radio Mix)" | Châu Tấn                      | 03:43      |
| Tổng thời lượng: | Tổng thời lượng:                                   | Tổng thời lượng:              | 51:36      |

## Tiếp nhận

### Doanh thu
Trong tuần đầu công chiếu, bộ phim thu về 2,2 triệu USD. Sau buổi công chiếu ở Trung Quốc và Hồng Kông, bộ phim thu về 7 triệu USD.

### Đánh giá chuyên môn
Nhìn chung, Nếu như yêu được các nhà phê bình điện ảnh đánh giá cao, nhất là diễn xuất của Châu Tấn, và đồng thời bộ phim còn được so sánh với bộ phim Moulin! Rouge của Mỹ. Đạo diễn Trần Khả Tân đã từng nói: "Có lẽ Nếu như yêu không phải là bộ phim nhạc kịch, nó đơn thuần chỉ là một câu chuyện về tình yêu".
Tờ Hollywood Reporter cho rằng bộ phim thậm chí còn được so sánh với một số bộ phim ở Bollywood, vốn được coi là kinh đô của những bộ phim lãng mạn, tình cảm.

### Giải thưởng
| Giải thưởng                                                 | Hạng mục                               | Người nhận giải                                                                           | Kết quả   |
| ----------------------------------------------------------- | -------------------------------------- | ----------------------------------------------------------------------------------------- | --------- |
| Liên hoan phim Á Châu lần thứ 14                            | Nữ diễn viên chính xuất sắc nhất       | Châu Tấn                                                                                  | Đoạt giải |
| Giải thưởng điện ảnh Hồng Kông lần thứ 25                   | Phim truyện hay nhất                   | Nếu như yêu                                                                               | Đề cử     |
| Giải thưởng điện ảnh Hồng Kông lần thứ 25                   | Đạo diễn xuất sắc nhất                 | Trần Khả Tân                                                                              | Đề cử     |
| Giải thưởng điện ảnh Hồng Kông lần thứ 25                   | Kịch bản hay nhất                      | Lâm Ái Hoa, Đỗ Quốc Oai                                                                   | Đề cử     |
| Giải thưởng điện ảnh Hồng Kông lần thứ 25                   | Nữ diễn viên chính xuất sắc nhất       | Châu Tấn                                                                                  | Đoạt giải |
| Giải thưởng điện ảnh Hồng Kông lần thứ 25                   | Quay phim xuất sắc nhất                | Bào Đức Hi                                                                                | Đoạt giải |
| Giải thưởng điện ảnh Hồng Kông lần thứ 25                   | Dựng phim xuất sắc nhất                | Lý Đống Toàn, Quảng Chí Lương                                                             | Đề cử     |
| Giải thưởng điện ảnh Hồng Kông lần thứ 25                   | Họa sĩ thiết kế xuất sắc nhất          | Hề Trọng Văn, Hoàng Bỉnh Diệu                                                             | Đoạt giải |
| Giải thưởng điện ảnh Hồng Kông lần thứ 25                   | Thiết kế phục trang xuất sắc nhất      | Hề Trọng Văn, Ngô Lí Lộ                                                                   | Đoạt giải |
| Giải thưởng điện ảnh Hồng Kông lần thứ 25                   | Nhạc phim hay nhất                     | Kim Bồi Đạt, Cao Thế Chương                                                               | Đoạt giải |
| Giải thưởng điện ảnh Hồng Kông lần thứ 25                   | Ca khúc trong phim hay nhất            | 《Nếu như yêu》 Ca sĩ: Trương Học Hữu Sản xuất: Kim Bồi Đạt Sáng tác: Diêu Khiêm          | Đoạt giải |
| Giải Kim Mã lần thứ 43                                      | Phim truyện hay nhất                   | Nếu như yêu                                                                               | Đề cử     |
| Giải Kim Mã lần thứ 43                                      | Nữ diễn viên chính xuất sắc nhất       | Châu Tấn                                                                                  | Đoạt giải |
| Giải Kim Mã lần thứ 43                                      | Đạo diễn xuất sắc nhất                 | Trần Khả Tân                                                                              | Đoạt giải |
| Giải Kim Mã lần thứ 43                                      | Quay phim xuất sắc nhất                | Bào Đức Hi                                                                                | Đoạt giải |
| Giải Kim Mã lần thứ 43                                      | Hiệu ứng hình ảnh xuất sắc nhất        | Hà Triệu Lân, Pornpol Sakarin                                                             | Đề cử     |
| Giải Kim Mã lần thứ 43                                      | Họa sĩ thiết kế xuất sắc nhất          | Hề Trọng Văn, Hoàng Bỉnh Diệu                                                             | Đề cử     |
| Giải Kim Mã lần thứ 43                                      | Thiết kế phục trang xuất sắc nhất      | Hề Trọng Văn, Ngô Lí Lộ                                                                   | Đề cử     |
| Giải Kim Mã lần thứ 43                                      | Chỉ đạo nghệ thuật xuất sắc nhất       | Đổng Vĩ (võ thuật), Farah Khan (biên đạo múa)                                             | Đề cử     |
| Giải Kim Mã lần thứ 43                                      | Hiệu ứng âm thanh xuất sắc nhất        | Tăng Cảnh Tường                                                                           | Đề cử     |
| Giải Kim Mã lần thứ 43                                      | Dựng phim xuất sắc nhất                | Lý Đống Toàn, Quảng Chí Lương                                                             | Đề cử     |
| Giải Kim Mã lần thứ 43                                      | Nhạc phim hay nhất                     | Kim Bồi Đạt, Cao Thế Chương                                                               | Đề cử     |
| Giải Kim Mã lần thứ 43                                      | Ca khúc trong phim hay nhất            | 《Crossroad》 Ca sĩ: Kim Thành Vũ, Châu Tấn Sản xuất: Cao Thế Chương Sáng tác: Sầm Vĩ Tôn | Đoạt giải |
| Liên hoan phim châu Á - Thái Bình Dương lần thứ 51          | Họa sĩ thiết kế xuất sắc nhất          | Hề Trọng Văn, Hoàng Bỉnh Diệu                                                             | Đoạt giải |
| Liên hoan phim châu Á - Thái Bình Dương lần thứ 51          | Nhạc phim hay nhất                     | Kim Bồi Đạt, Cao Thế Chương                                                               | Đoạt giải |
| Giải thưởng Hiệp hội phê bình điện ảnh Hồng Kông lần thứ 12 | Phim hay nhất năm                      | Nếu như yêu                                                                               | Đoạt giải |
| Giải thưởng Hiệp hội phê bình điện ảnh Hồng Kông lần thứ 12 | Phim truyện hay nhất                   | Nếu như yêu                                                                               | Đề cử     |
| Giải thưởng Hiệp hội phê bình điện ảnh Hồng Kông lần thứ 12 | Đạo diễn xuất sắc nhất                 | Trần Khả Tân                                                                              | Đề cử     |
| Giải thưởng Hiệp hội phê bình điện ảnh Hồng Kông lần thứ 12 | Kịch bản hay nhất                      | Lâm Ái Hoa, Đỗ Quốc Oai                                                                   | Đề cử     |
| Giải thưởng Hiệp hội phê bình điện ảnh Hồng Kông lần thứ 12 | Nữ diễn viên chính xuất sắc nhất       | Châu Tấn                                                                                  | Đoạt giải |
| Giải Kim Tử Kinh lần thứ 11                                 | Top 10 bộ phim Trung Quốc hay nhất năm | Nếu như yêu                                                                               | Đoạt giải |
| Giải Kim Tử Kinh lần thứ 11                                 | Phim được yêu thích nhất năm           | Nếu như yêu                                                                               | Đoạt giải |
| Giải Kim Tử Kinh lần thứ 11                                 | Đạo diễn xuất sắc nhất                 | Trần Khả Tân                                                                              | Đoạt giải |
| Giải Kim Tử Kinh lần thứ 11                                 | Nữ diễn viên chính xuất sắc nhất       | Châu Tấn                                                                                  | Đoạt giải |
| Giải Kim Tử Kinh lần thứ 11                                 | Quay phim xuất sắc nhất                | Bào Đức Hi                                                                                | Đoạt giải |
| Giải Kim Tử Kinh lần thứ 11                                 | Nhạc phim hay nhất                     | Kim Bồi Đạt, Cao Thế Chương                                                               | Đoạt giải |
| Giải Kim Tử Kinh lần thứ 11                                 | Họa sĩ thiết kế xuất sắc nhất          | Hề Trọng Văn, Hoàng Bỉnh Diệu                                                             | Đoạt giải |
| Liên hoan phim Trường Xuân lần thứ 8                        | Phim yêu thích nhất                    | Nếu như yêu                                                                               | Đoạt giải |
| Liên hoan phim Trường Xuân lần thứ 8                        | Đạo diễn xuất sắc nhất                 | Trần Khả Tân                                                                              | Đoạt giải |
| Liên hoan phim Trường Xuân lần thứ 8                        | Quay phim xuất sắc nhất                | Bào Đức Hi                                                                                | Đoạt giải |
| Liên hoan phim Đại học sinh viên Bắc Kinh lần thứ 13        | Đạo diễn điện ảnh được yêu thích nhất  | Trần Khả Tân                                                                              | Đoạt giải |
| Liên hoan phim Đại học sinh viên Bắc Kinh lần thứ 13        | Nữ diễn viên được yêu thích nhất       | Châu Tấn                                                                                  | Đoạt giải |
| Liên hoan phim Đại học sinh viên Bắc Kinh lần thứ 13        | Hiệu ứng xuất sắc nhất                 | Nếu như yêu                                                                               | Đoạt giải |
| Liên hoan phim Đại học sinh viên Hàng Châu lần thứ 1        | Nữ diễn viên chính xuất sắc nhất       | Châu Tấn                                                                                  | Đoạt giải |